# Boulevard Montmartre, soleil après-midi
Boulevard Montmartre, soleil après-midi (Nederlands: Boulevard Montmartre, namiddagzon) is een schilderij van de Franse impressionistische kunstschilder Camille Pissarro, geschilderd in 1897, 74 x 92,8 centimeter groot. Het schilderij maakt deel uit van een serie van veertien werken en toont een gezicht op de drukke Boulevard Montmartre te Parijs, gezien vanaf zijn hotelkamer. Het is tegenwoordig te zien in de Hermitage te Sint-Petersburg.

## Context
Pissarro zou gedurende zijn lange schildersleven bij voortduring blijven experimenteren, voortdurend op zoek naar ontdekkingen, verandering en vernieuwing. Aan het einde van de negentiende eeuw geloofde hij dat het maken van seriewerken hem de artistieke vrijheid verschafte waar hij naar streefde. Zijn hart lag bij het verkennen van veranderende licht- en weereffecten, op verschillende momenten op de dag en verschillende tijden van het jaar: een impressionistisch beginsel bij uitstek. De veertien doeken die hij in 1897 maakte van de Boulevard Montmartre, een der grootste boulevards van Parijs, getuigen daar bij uitstek van. Hij schilderde deze serie vanuit zijn hotelkamer in het Grand Hôtel de Russie, hoog boven de rue Drouot. Pissarro werkte van februari tot maart aan zijn reeks. Later, in 1898, zou hij nog een vergelijkbare reeks werken maken van de Place du Théatre Français. In 1901-1902 sloot hij zijn carrière af met een serie werken van de Pont Neuf.

## Afbeelding
Boulevard Montmartre, soleil après-midi toont een metropool in haar volle glorie. We zien de brede boulevard, die typerend is voor het nieuwe Parijs van baron Hausmann, op het drukste moment van de dag: einde middag. Bladerloze bomen duiden erop dat het op het laatst van de winter is. Het lage, nog niet zo sterke zonlicht, dat maar net tussen de wolken door weet te dringen, lijkt echter een voorzichtige aankondiging van de lente. Het verleent het schilderij een gevoel van verwachtingsvolle en energetische levensaanvaarding.
De perspectieflijnen van de boulevard, die wordt geflankeerd door bomen en classicistische gebouwen, overheersen de eenvoudige compositie. De blik wordt naar de drukke weg geleid. Talloze schoorstenen lijken zich te weerspiegelen in de bomen. Schetsmatig geschilderde figuren en koetsen zorgen voor een levendige beweeglijkheid, maar het flauwe zonnetje, de ordelijke reeks voertuigen en gelijkmatige stoet mensen verlenen het tafereel tegelijkertijd iets kalms. Opvallend is de gelijkenis met Claude Monets Boulevard des Capucines van vijfentwintig jaar daarvoor. Dezelfde Monet zou begin jaren 1890 eveneens naam maken met een reeks serieschilderijen, hetgeen zijn invloed op Pissarro nadrukkelijk onderstreept.
Een andere beïnvloeding begin jaren 1890 ging uit van de neo-impressionisten Georges Seurat en Paul Signac. Op diverse plaatsen, zoals op het wegoppervlak en bij de bomen, zijn nog de restanten te zien van een pointillistische techniek die ook Pissarro in de vroege jaren 1890 toepaste, maar in deze periode liet hij dat eigenlijk alweer grotendeels achter zich. Uiteindelijk keerde hij met zijn seriewerken aan het einde van zijn leven weer terug tot de vroegste beginselen van het impressionisme, waarvan hij een van de belangrijkste wegbereiders was.

## Andere versies

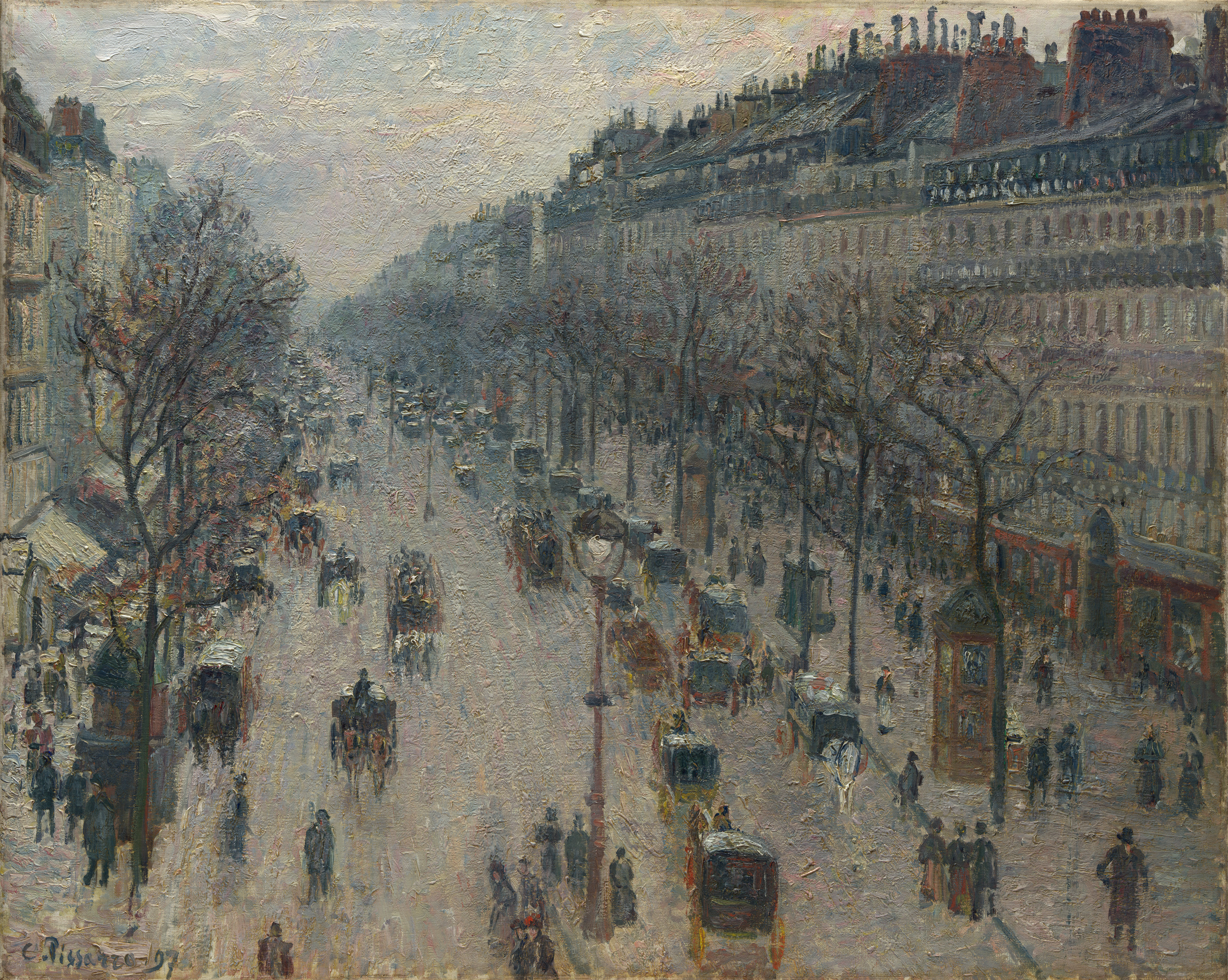
Boulevard Montmartre, winter ochtend, Metropolitan Museum of Art
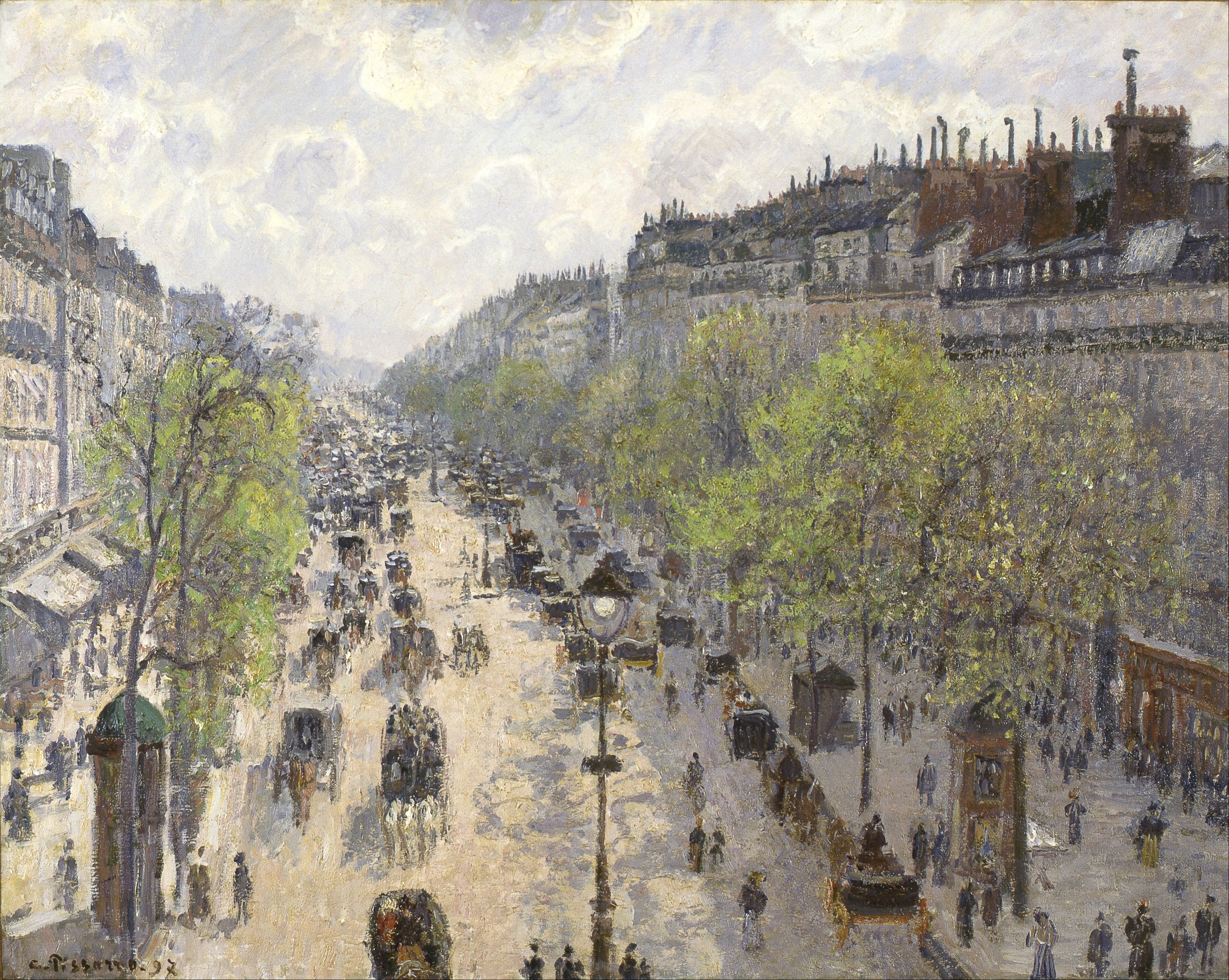
Boulevard Montmartre, lente, Israel Museum
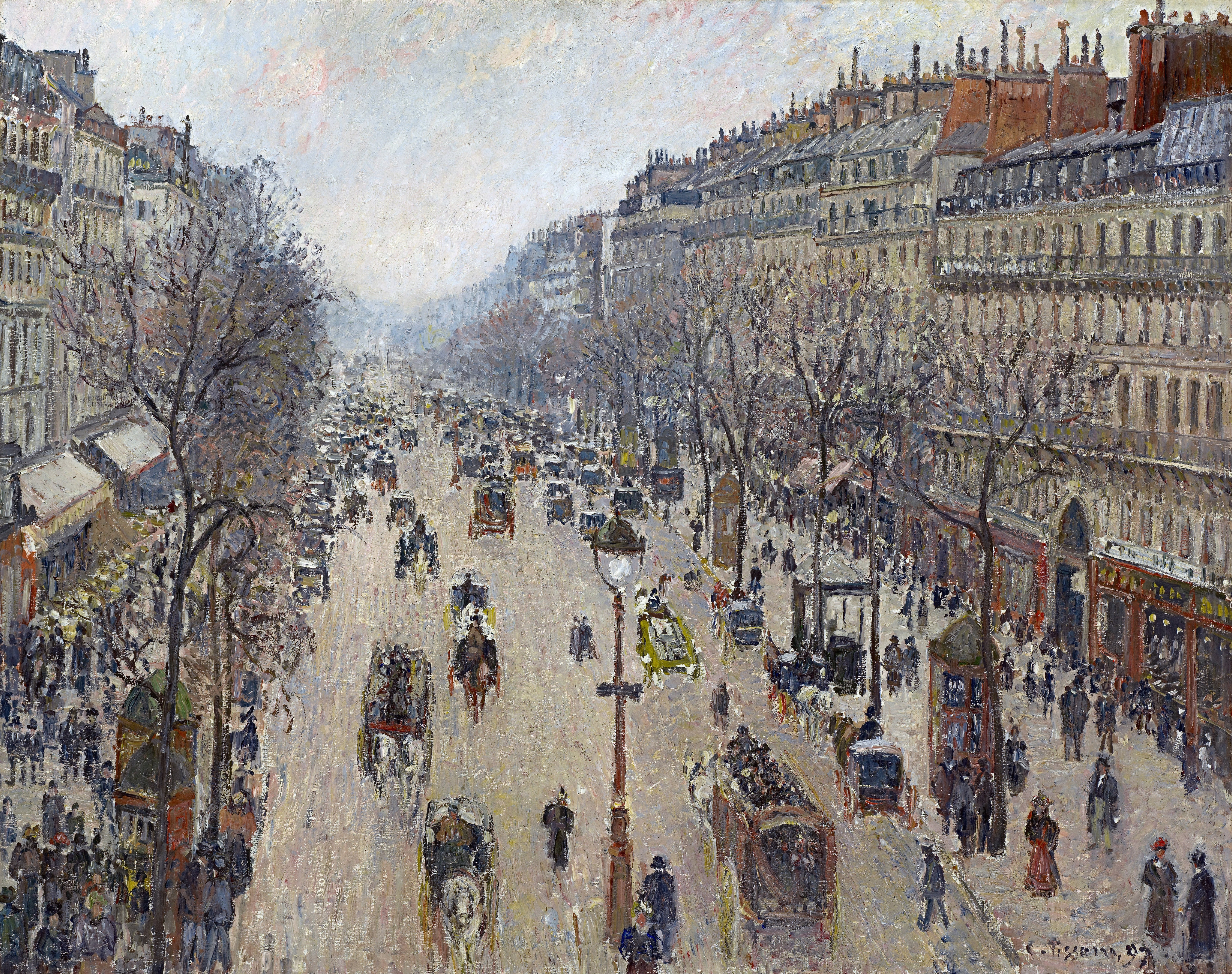
Boulevard Montmartre, ochtend, bewolkt, National Gallery of Victoria
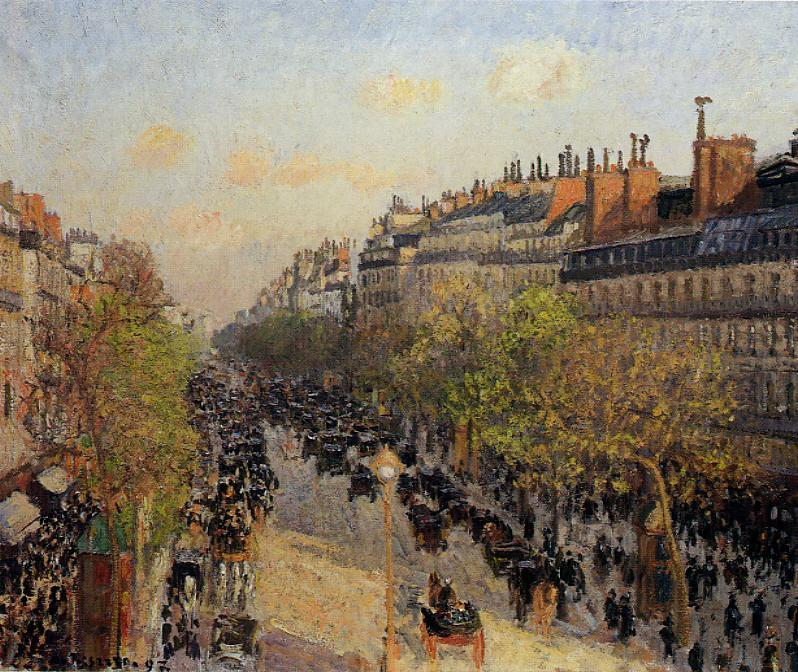
Boulevard Montmartre, bij avond, privécollectie
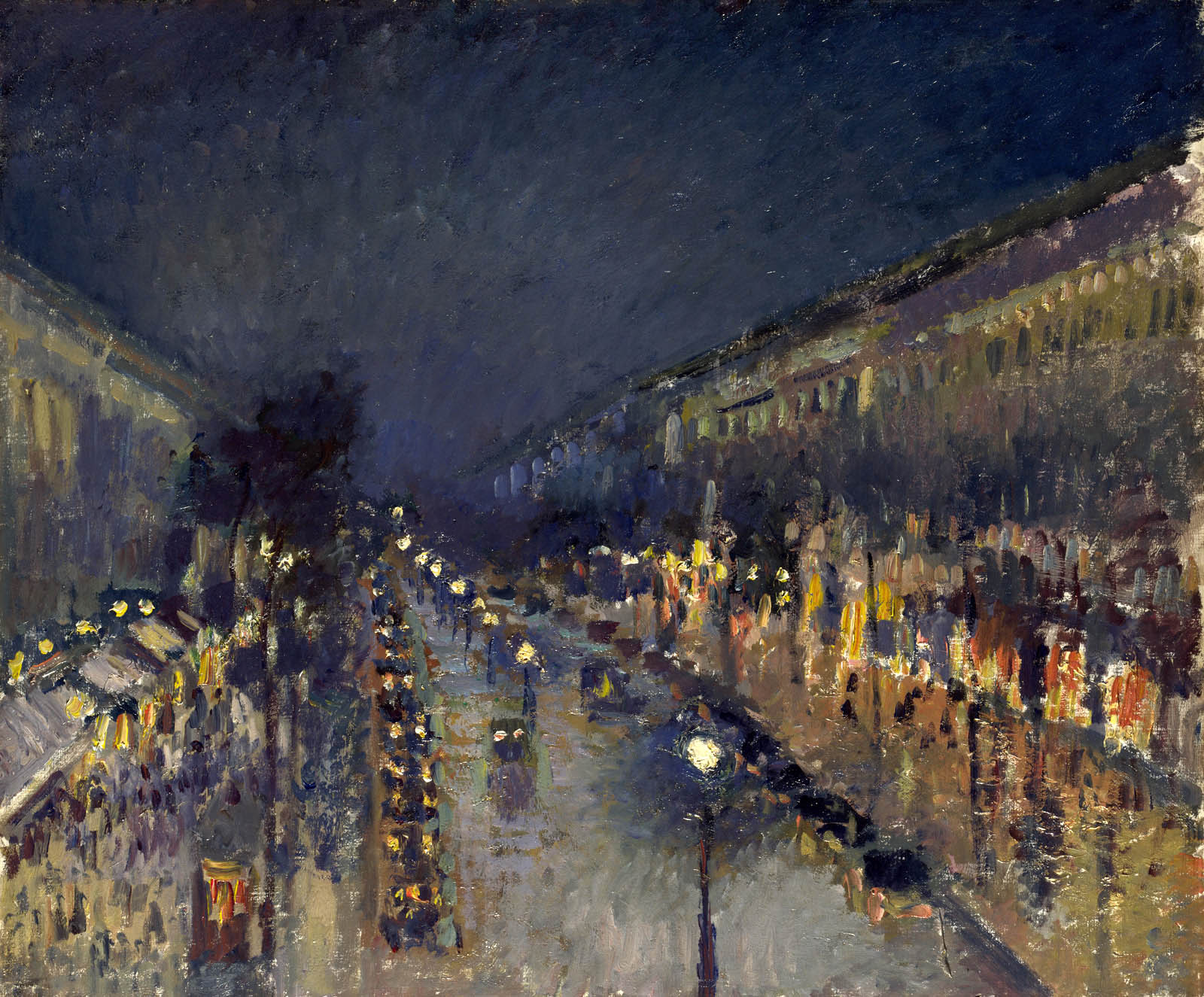
Boulevard Montmartre, nacht, National Gallery